# Traiskirchen
Traiskirchen är en stadskommun i förbundslandet Niederösterreich i Österrike. Kommunen har 19 209 invånare (2024).
Kommunen består av fem orter (Ortschaften) (inom parentes invånarantal 1 januari 2024):
- Oeynhausen (1 164)
- Möllersdorf (4 541)
- Traiskirchen (6 825)
- Tribuswinkel (3 635)
- Wienersdorf (3 044)